# Distretto di Chiúre
Il distretto di Chiúre è un distretto del Mozambico di 230.044 abitanti, che ha come capoluogo Chiúre.

## Geografia antropica

### Suddivisioni amministrative
Il distretto è suddiviso in sei sottodistretti amministrativi (posti amministrativi), con le seguenti località:
- Sottodistretto di Chiúre:
  - Jonga
  - Milamba
- Sottodistretto di Chiúre Velho:
  - Micolene
  - Mugipala
- Sottodistretto di Katapua:
  - Meculane
- Sottodistretto di Mzeze:
  - Juravo
  - Murocue
- Sottodistretto di Mamogelia:
  - Bilibiza
- Sottodistretto di Ocua:
  - Marere
  - Samora Machel

| Controllo di autorità | VIAF (EN) 128029241 · J9U (EN, HE) 987007499067905171 |